# Indian Journal of Dermatology, Venereology and Leprology
Das Indian Journal of Dermatology, Venereology and Leprology, abgekürzt Indian J. Dermatol. Venereol. Leprol., ist eine wissenschaftliche Fachzeitschrift, die vom Medknow Publications-Verlag im Auftrag der Indian Association of Dermatologists, Venereologists & Leprologists veröffentlicht wird. Die Zeitschrift wurde 1935 unter dem Namen Indian Journal of Venereal Diseases and Dermatology gegründet und änderte 1955 den Namen in Indian Journal of Dermatology, Venereology and Leprology. Sie erscheint mit vier Ausgaben im Jahr. Es werden Arbeiten aus veröffentlicht, die sich mit Haut- und Geschlechtskrankheiten sowie mit Lepra beschäftigen.
Der Impact Factor lag im Jahr 2014 bei 1,387. Nach der Statistik des ISI Web of Knowledge wird das Journal mit diesem Impact Factor in der Kategorie Dermatologie an 35. Stelle von 63 Zeitschriften geführt.